# Basílica Nossa Senhora do Carmo
A Basílica Nossa Senhora do Carmo (também conhecida como Basílica do Carmo) é uma basílica que se localiza no Largo do Carmo, centro de Campinas. Foi originalmente a igreja Matriz da cidade e em torno da qual Campinas se desenvolveu. 

## Histórico
O prédio original foi iniciado em 14 de julho de 1774, com a primeira missa, quando da fundação da paróquia e da cidade de Campinas. Era uma matriz provisória, coberta de sapé, localizada onde hoje se encontra o monumento a Carlos Gomes. Essa matriz provisória funcionou desde a fundação da cidade até que estivesse pronta a matriz definitiva, inaugurada em 25 de julho de 1781. Esta igreja foi sede da freguesia (paróquia) de Nossa Senhora da Conceição, durante o período do Brasil-colônia e Império.
Em 1870, a Catedral de Nossa Senhora da Conceição (que ainda estava em construção) passou à condição de matriz, mas como a população à época não quis que a antiga matriz perdesse a condição de paróquia, foi feita a divisão do núcleo urbano de Campinas em duas paróquias, a da "Matriz Nova" (a Catedral) e a da "Matriz Velha".
Esta "Matriz Velha" foi praticamente destruída na década de 1920, com exceção do altar-mor e das torres, para a construção da igreja hoje existente, com inspiração no estilo neogótico. 
Pretendia-se construir um templo amplo e alto, como as igrejas góticas da Europa mas, com a crise do café e o empobrecimento dos cafeicultores locais, acabou-se concluindo a construção com dimensões muito inferiores às desejadas.

## Pinturas que adornam o templo
Os visitantes se impressionam pelas pinturas que adornam o templo. Elas foram obra do pintor italiano, então radicado no Brasil, Gaetano Miani. No Site Oficial da própria igreja encontramos várias informações:
"... “dedicando-se com especial desvelo à cura das almas – estes templos vivos do Espírito Santo – jamais se esquece do templo material”. Assim se expressava o bispo de Campinas D. Paulo de Tarso Campos, em 1950 (época da inauguração das pinturas), a respeito do pároco da Matriz do Carmo Cônego Lázaro Mutschele que promoveu o trabalho de pintura executado pelo artista italiano Gaetano Miani. A pintura figura entre as mais antigas manifestações artísticas do homem e também o cristianismo, nos seus primórdios expressou sua fé, nesta modalidade artística desde as catacumbas, até as mais suntuosas catedrais e basílicas. A técnica usada por Gaetano Miani, para pintar o reboco das paredes da Basílica foi o “encausto” que oferece uma garantia e durabilidade igual, se não maior que o afresco. Na arte de Miani a figura humana tem a prevalência sobre o fundo que exerce somente função indicativa e descritiva.Características da pintura de Gaetano Miani é seu concretismo linear, harmonia cromática, tons de modelada doçura que liberta as figuras do rígido aspecto da realidade. O ciclo pictórico da nave principal ilustra a vida da Virgem Maria. As histórias começam com a anunciação (parede direita ao fundo) e concluem com a Piedade. No presbitério, atrás do altar-mor, nos é apresentada uma alegoria referente à Igreja militante, triunfante e padecente. As três pinturas formam um tríptico, tendo no centro uma alegoria do paraíso dominada pela Trindade no alto, no centro. De um lado a celebração da missa com um grande crucifixo e do outro a alegoria do purgatório em um poço profundo tendo na abertura um céu luminoso. Ainda no presbitério, em dois grandes quadros laterais estão representados os quatro evangelistas. Outros dois quadros da abside são dominados pela figura da Virgem Maria. No da direita S. Simão Stock recebe o escapulário das mãos de Maria ao seu lado estão prostrados Santa Teresa D’Avila e o Papa João XXII protetor da ordem. No quadro da esquerda está pintada a cena de Pentecostes. Sobre as paredes frontais do transepto estão colocadas duas pinturas dedicadas a dois atributos (dogmas) referentes à Virgem: Imaculada Conceição à esquerda e Assunção à direita. Nas outras duas paredes do transepto deparamos com duas pinturas independentes do síclo da história da Virgem Maria: O Bom Pastor e a Ceia de Emaús."

## Elevação a Basílica
A Igreja de Nossa Senhora do Carmo foi elevada à condição de Basílica por decreto do Papa Paulo VI em 6 de novembro de 1975, por ter sido a primeira igreja da cidade de Campinas.
"Na justificativa apresentada para o requerimento deste importante título, constou com destaque o aspecto histórico e o amor do povo a este templo enraizado na memória coletiva da população de Campinas. Como Basílica, este templo passou a ter uma ligação especial com o Santo Padre, o Papa, distinguindo-se como local abençoado para se receber as graças de Deus."

## O Tombamento
"A praça Bento Quirino, em 09/10/2003, foi tombada pelo Condepacc (Conselho de Defesa do Patrimônio Cultural de Campinas) e, junto com ela, a Basílica do Carmo. Acontecimento significativo, merece destaque por vários motivos: em primeiro lugar, pela valorização da memória histórica no contexto de uma realidade que tem uma nova relação com o tempo. Em nossa época, o que vale é o “presente contínuo”, sem futuro e sem passado. Assim, preservar a memória do passado, através da preservação de seus símbolos, faz bem a uma cidade, mostra que ela, ao preservar suas origens, garante o seu futuro. Árvore cujas raízes se decompõem acaba por sofrer as conseqüências no seu todo. Em segundo lugar a divulgação e a importância que a imprensa dá ao fato, demonstra mudança em relação ao conceito de progresso. Antes, o progresso era visto como a derrubada dos símbolos do passado, para que surgisse o novo. Caso exemplar foi o que ocorreu com o Teatro Municipal. Hoje se percebe, em contexto cultural mais amplo, que o novo pode e deve conviver com o passado, de forma harmoniosa, para que o futuro tenha realmente futuro.(...) Este tombamento pretende preservar o berço da cidade, seu marco zero, com a igreja que sinalizou sua fundação de forma indelével. A Basílica do Carmo apresenta três fases na sua existência, reconhecidas por sua importância histórica."

## Informações
- A Basílica do Carmo guarda os restos mortais de Francisco Barreto Leme, o fundador da cidade de Campinas, ali sepultado em 9 de abril de 1782;
- Na igreja foram batizados o maestro e compositor Carlos Gomes e o político Francisco Glicério.

## Galeria

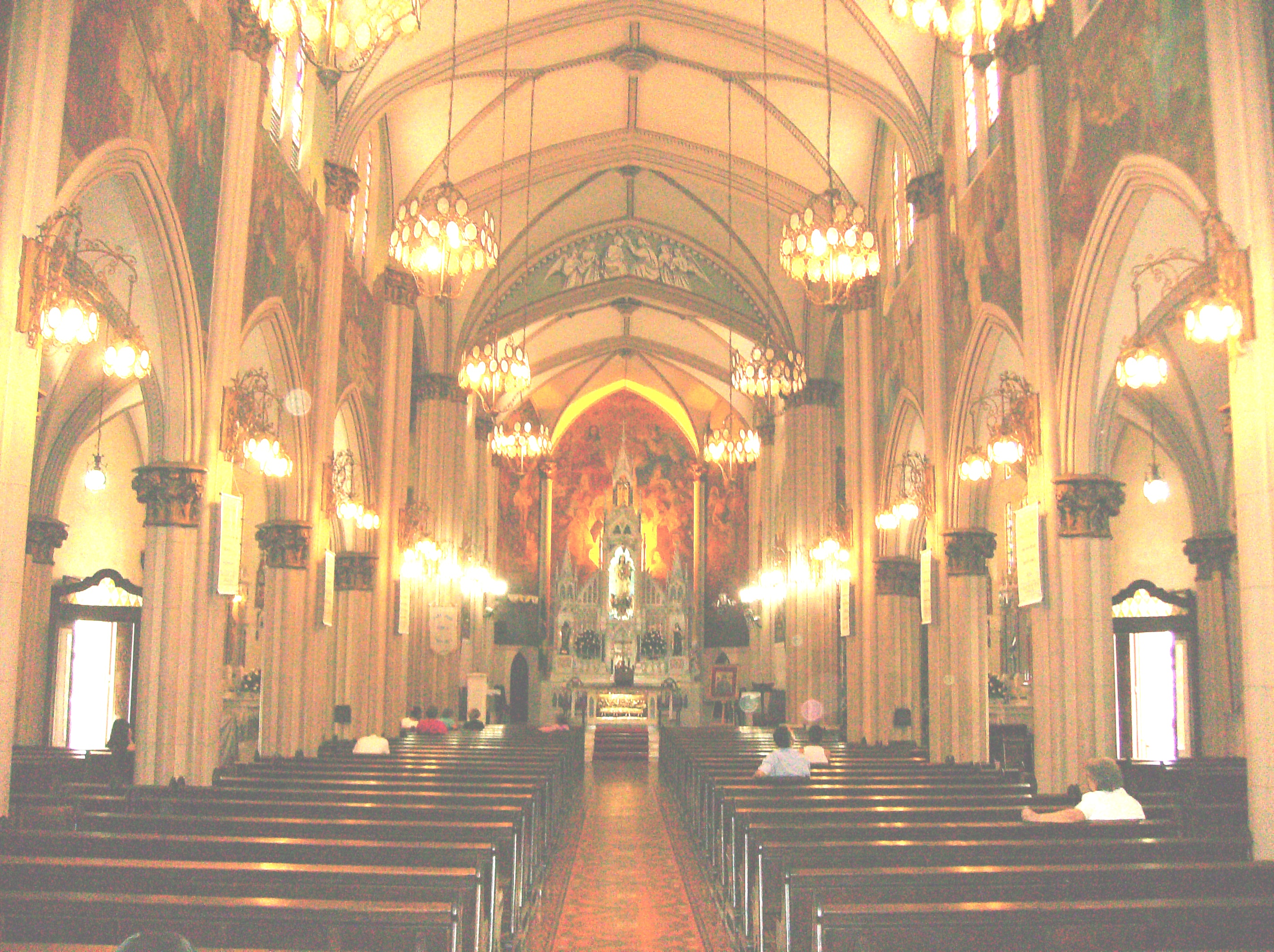
Interior da Basílica de Nossa Senhora do Carmo, Campinas-SP
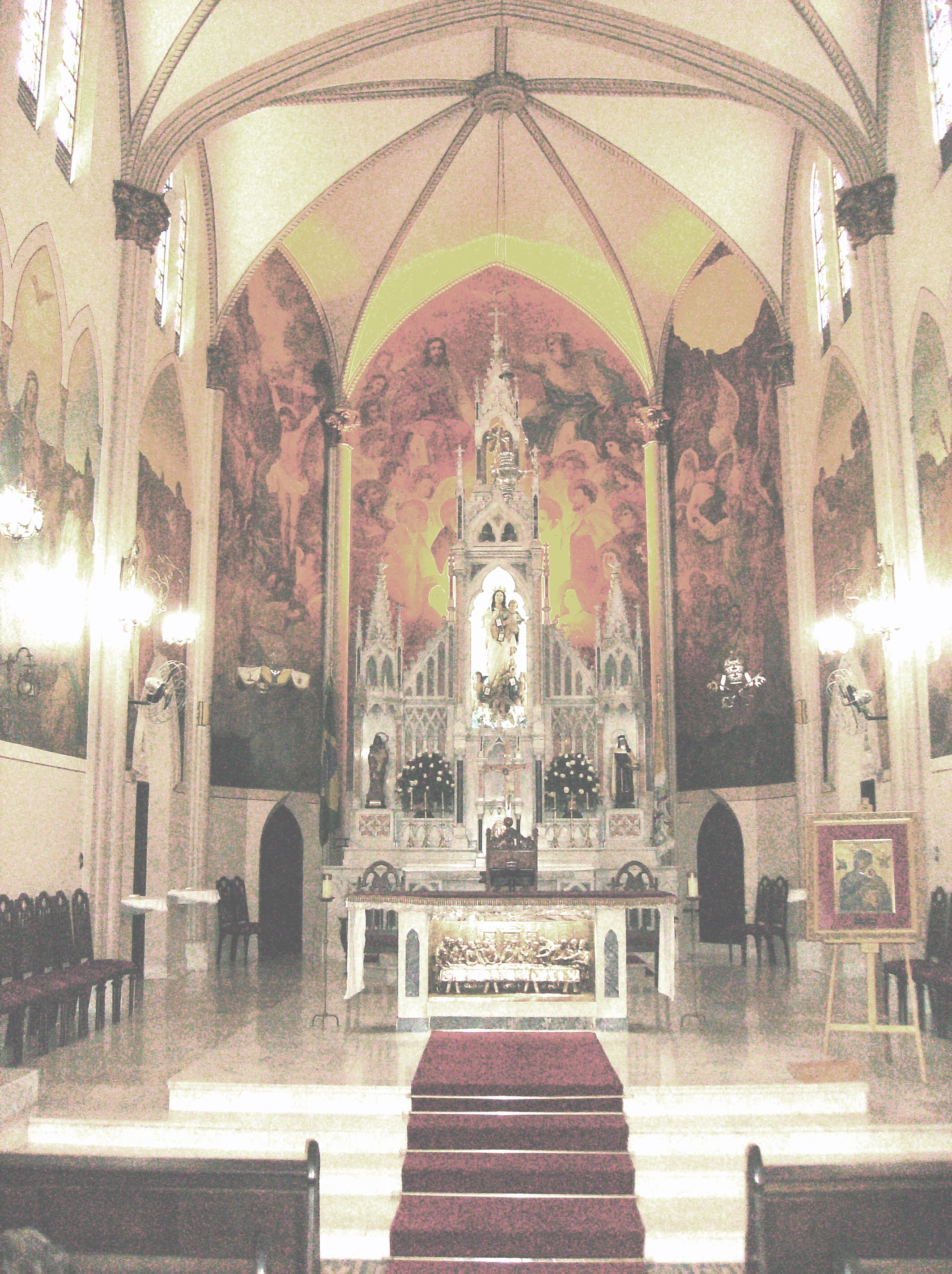
Altar-Mor, destaque às pinturas de Gaetano Miani
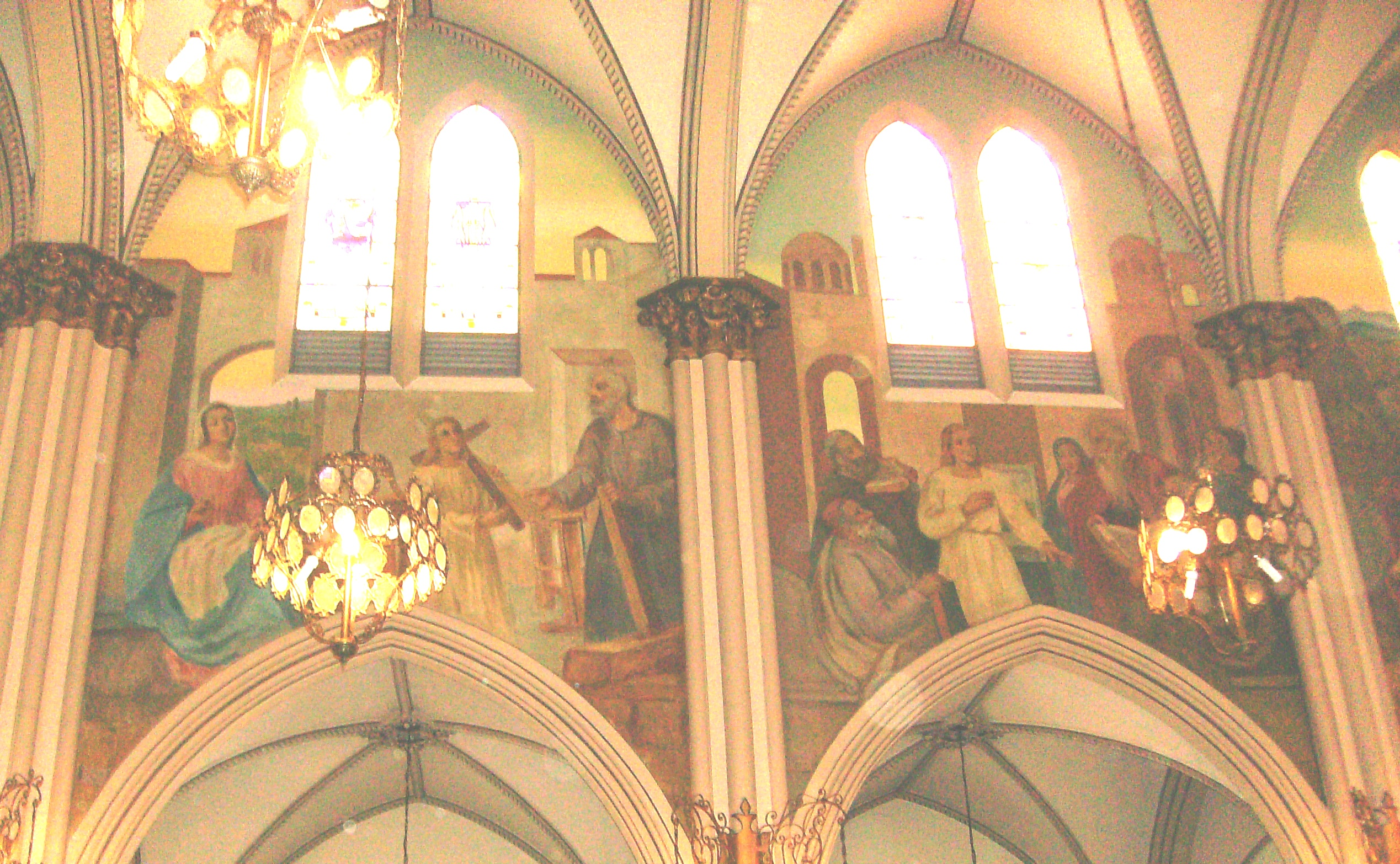
Pinturas de Gaetano Miani
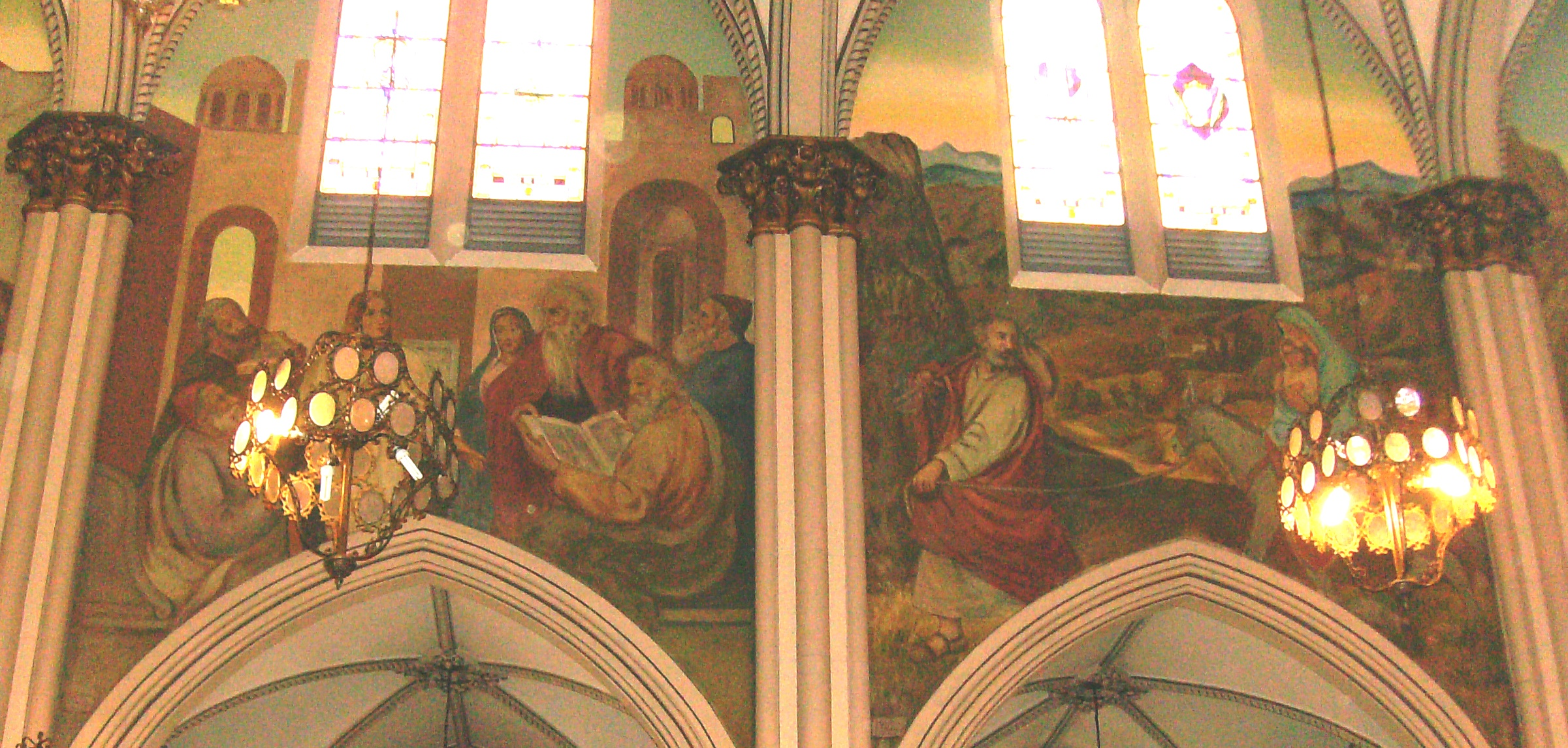
Pinturas de Gaetano Miani
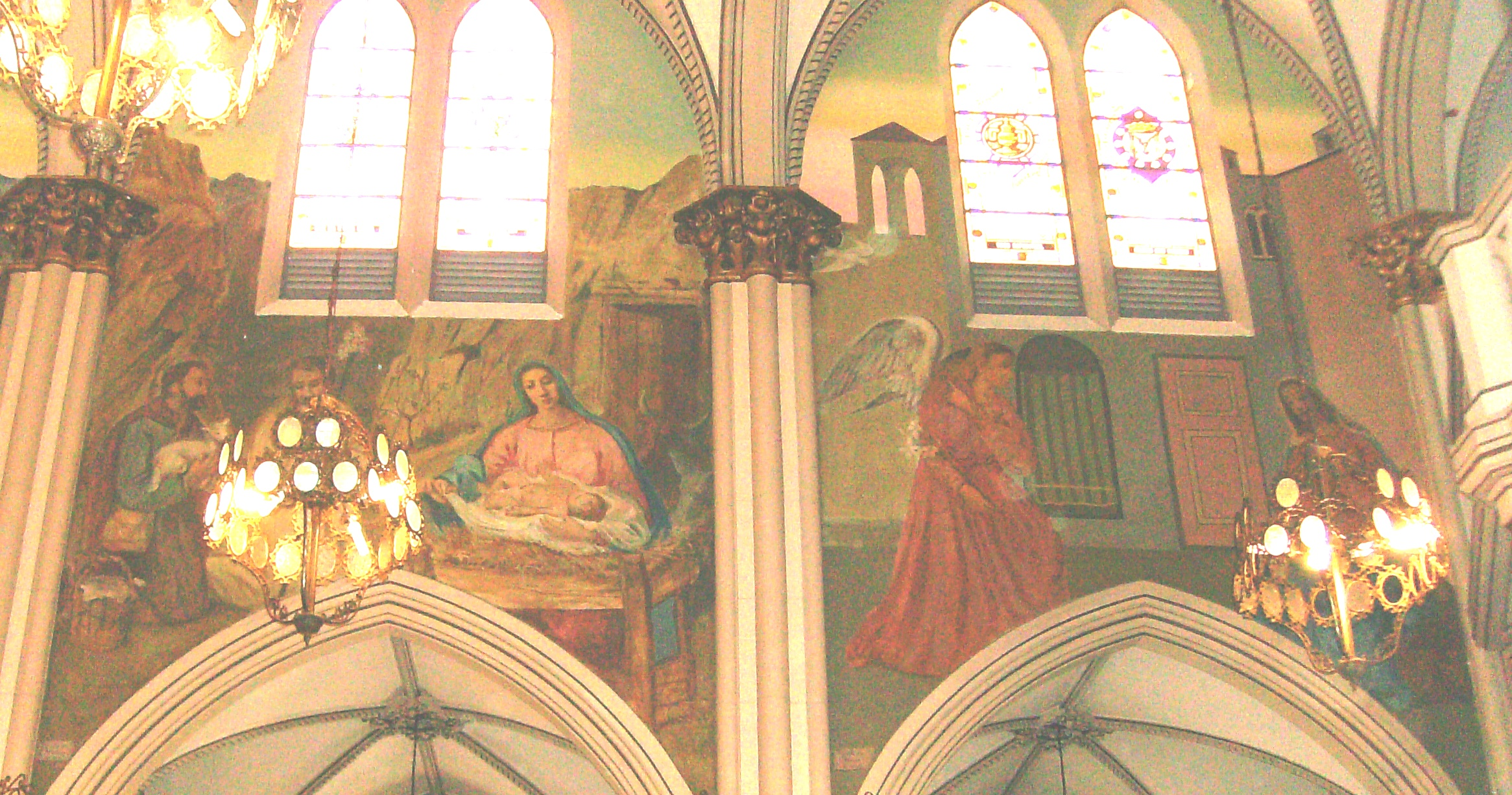
Pinturas de Gaetano Miani
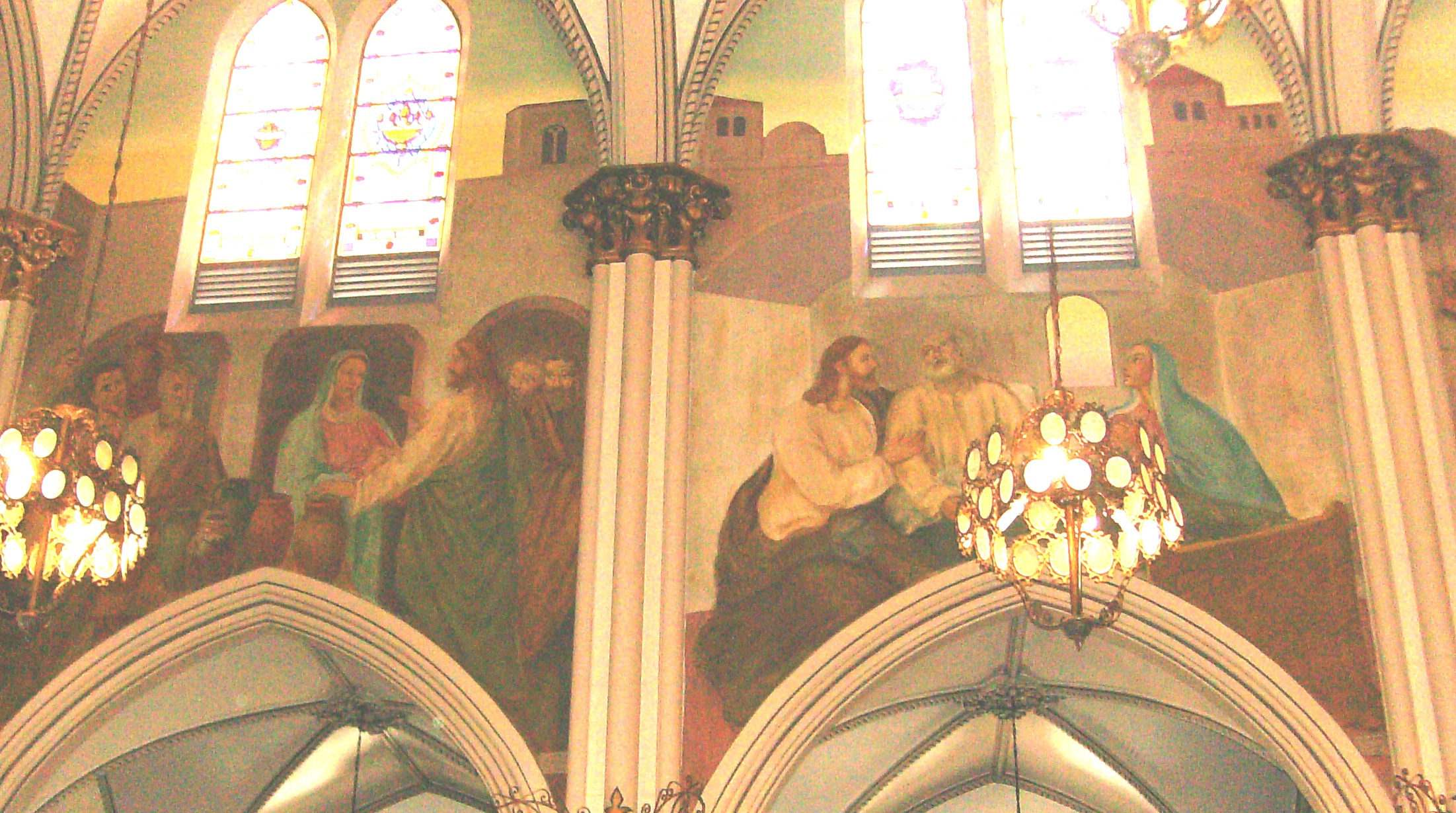
Pinturas de Gaetano Miani
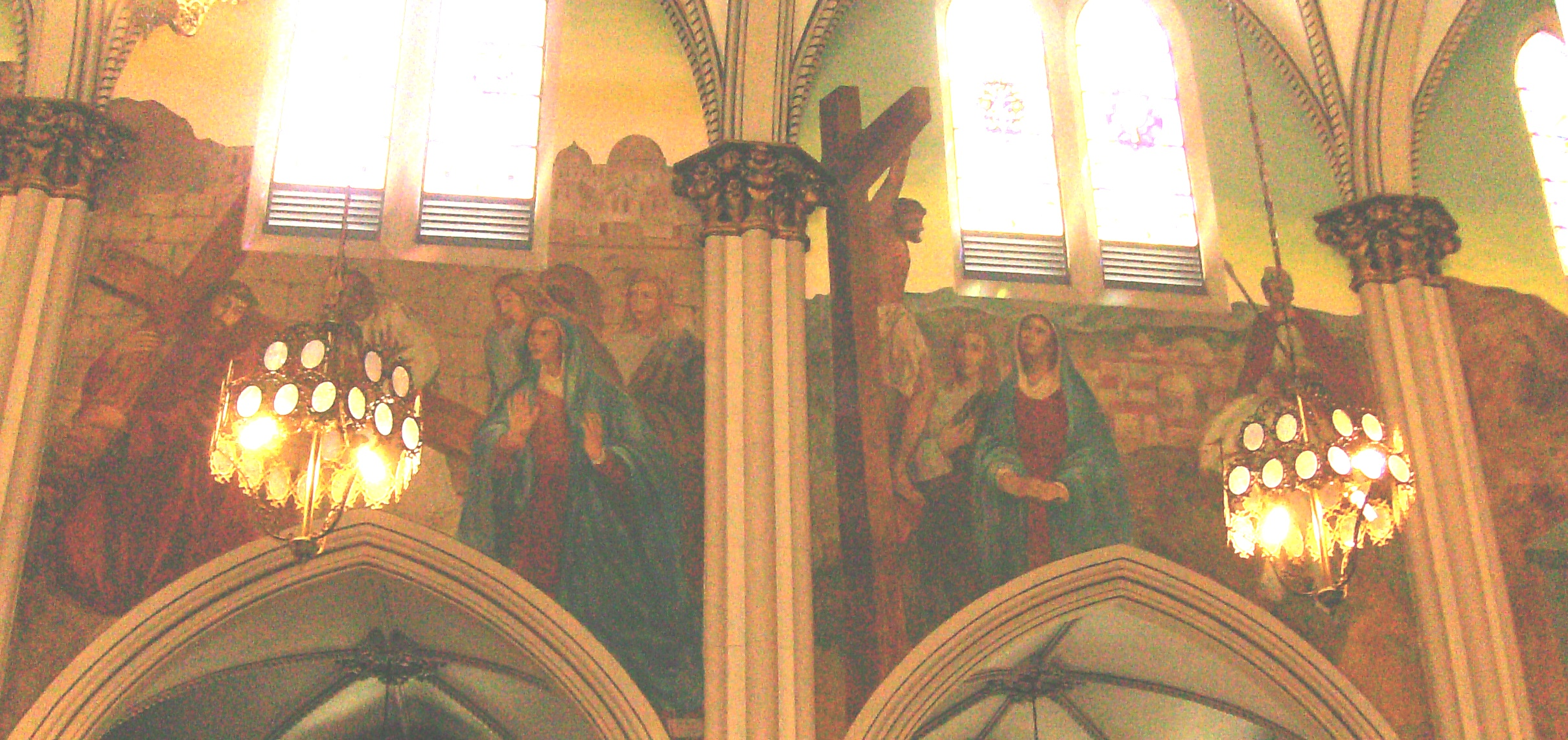
Pinturas de Gaetano Miani
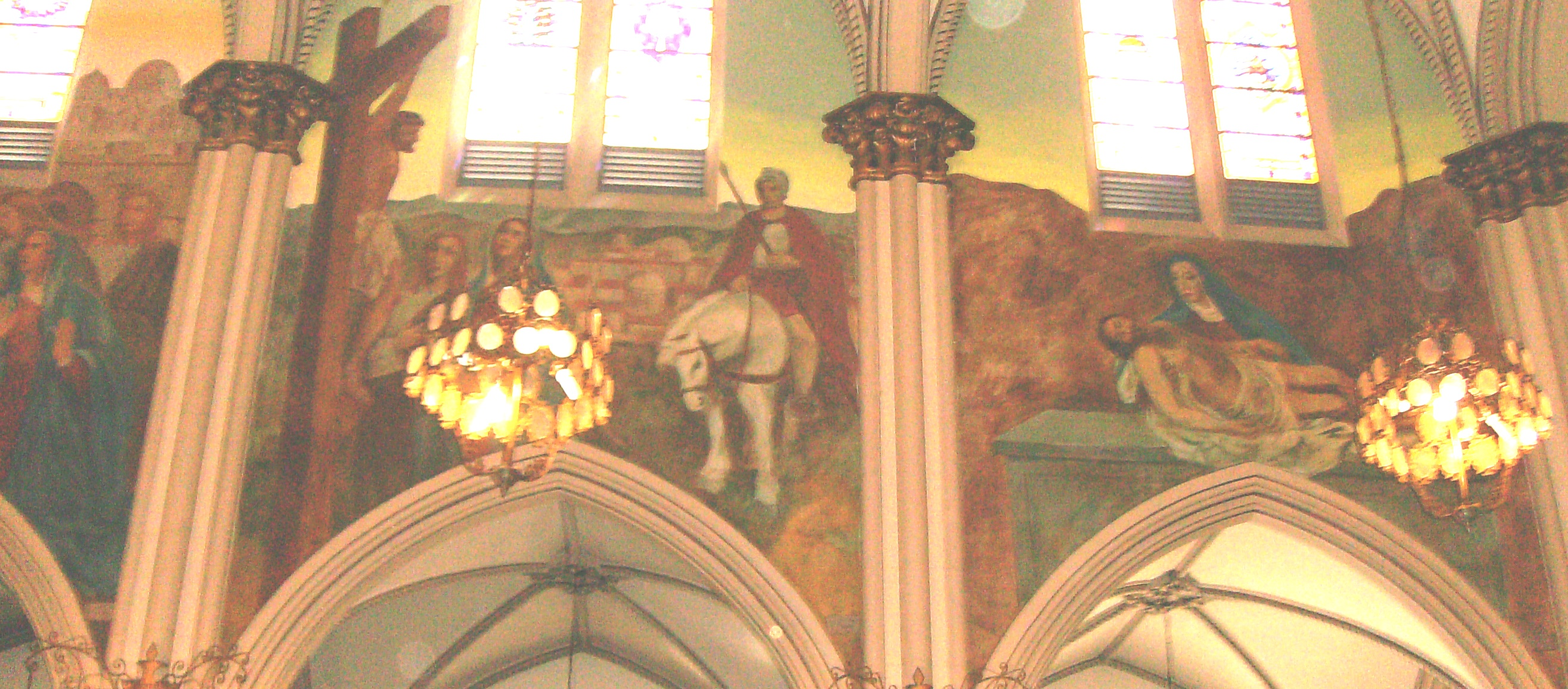
Pinturas de Gaetano Miani
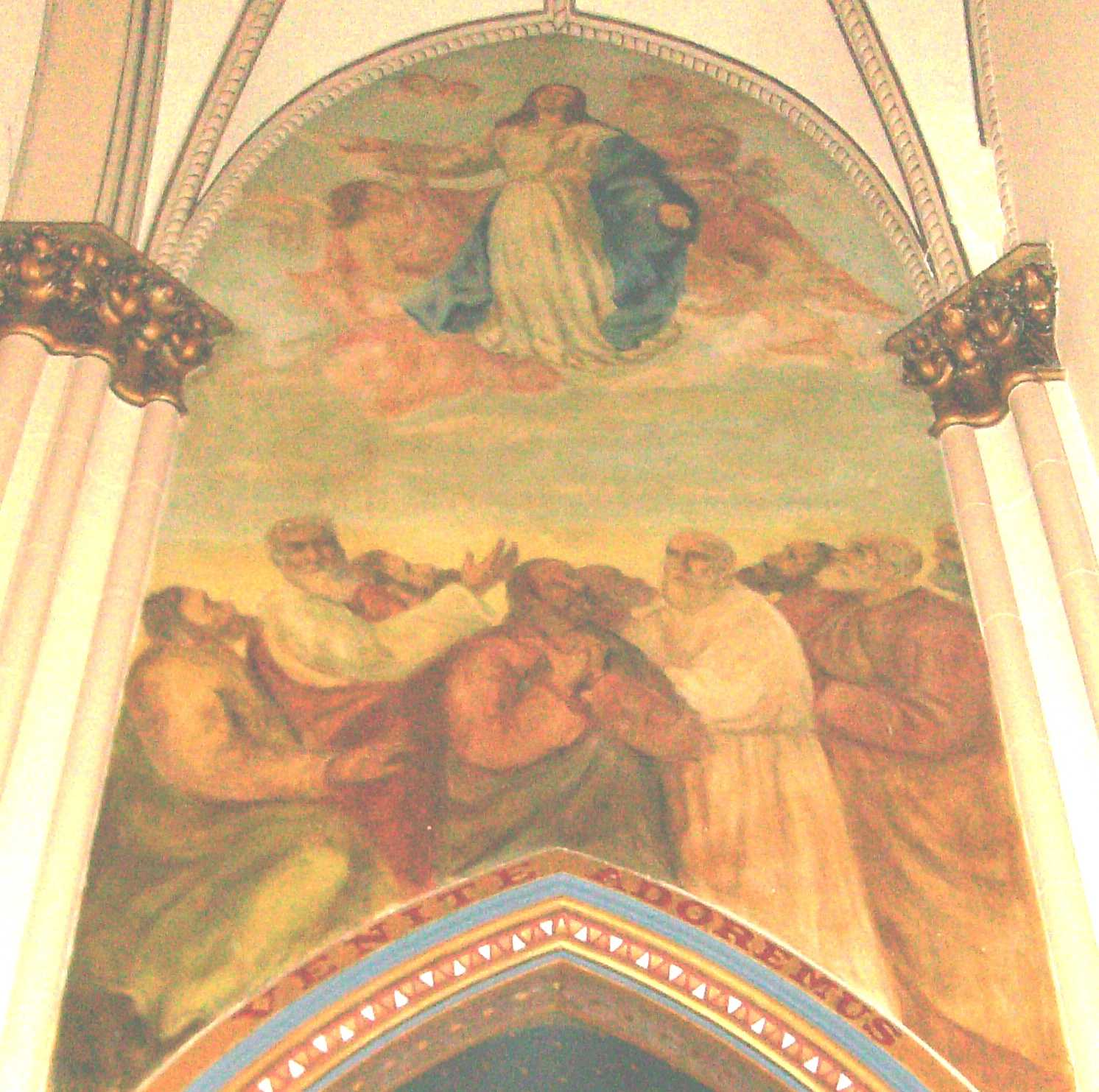
Pinturas de Gaetano Miani
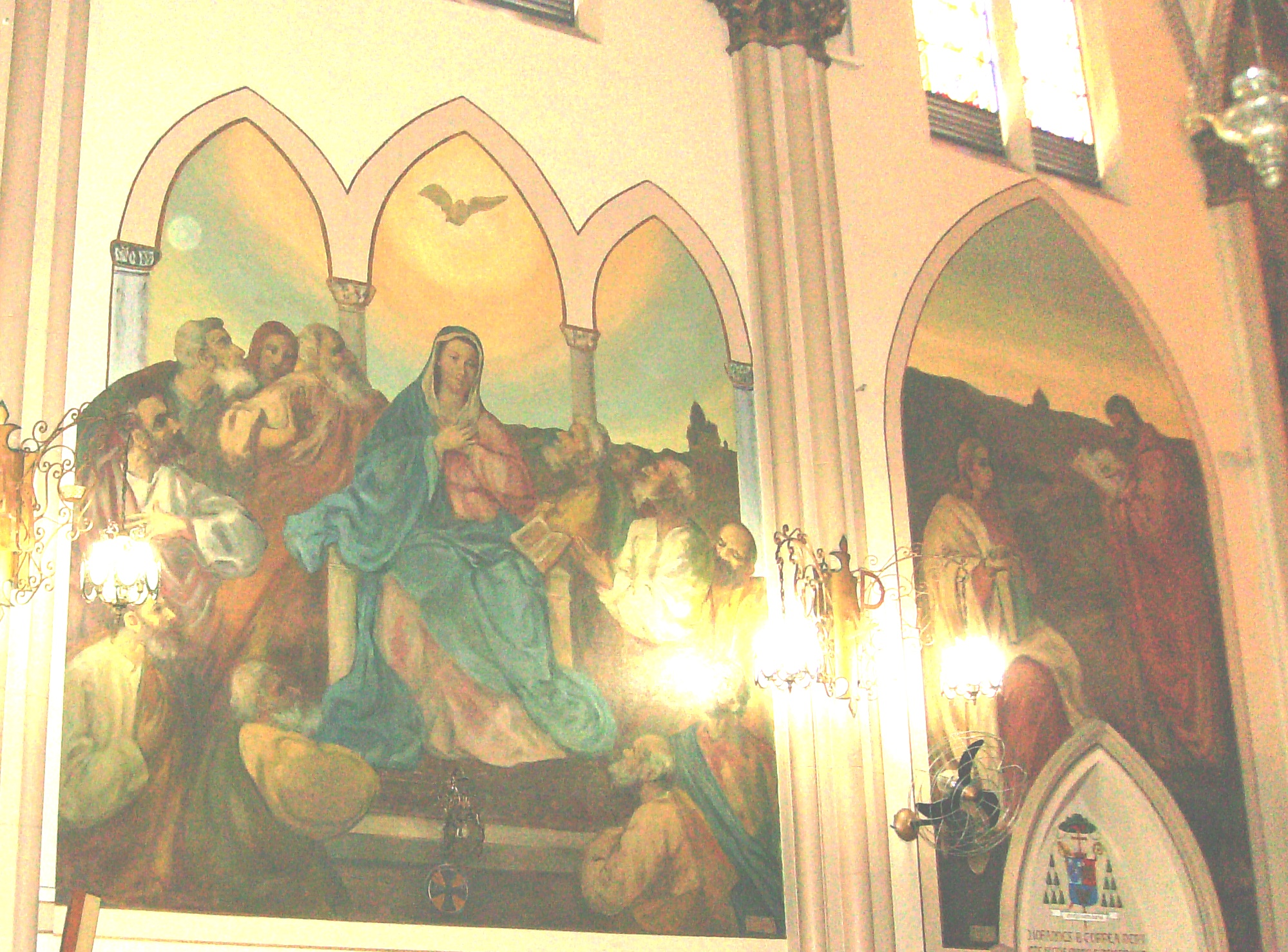
Pinturas de Gaetano Miani
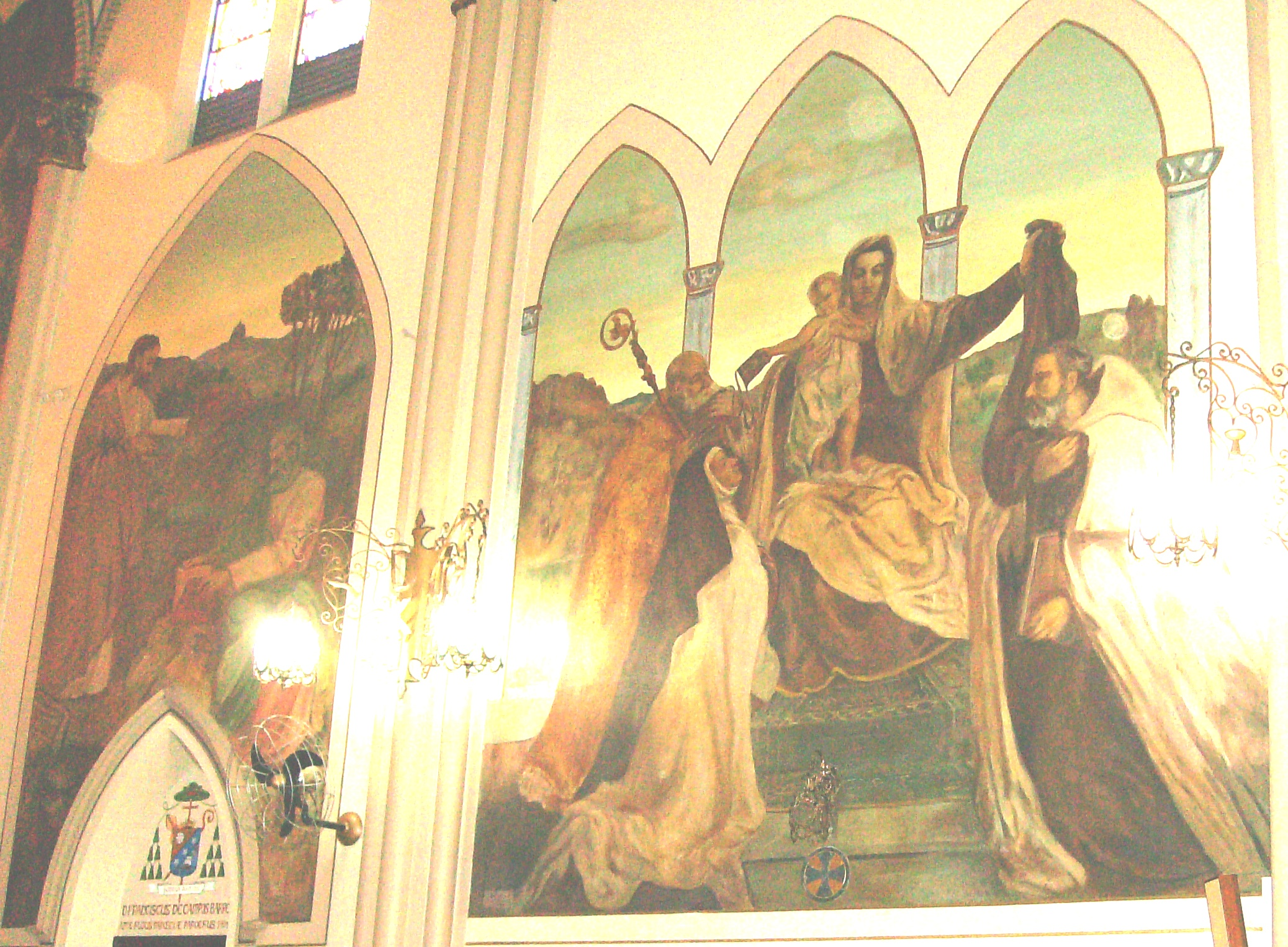
Pinturas de Gaetano Miani
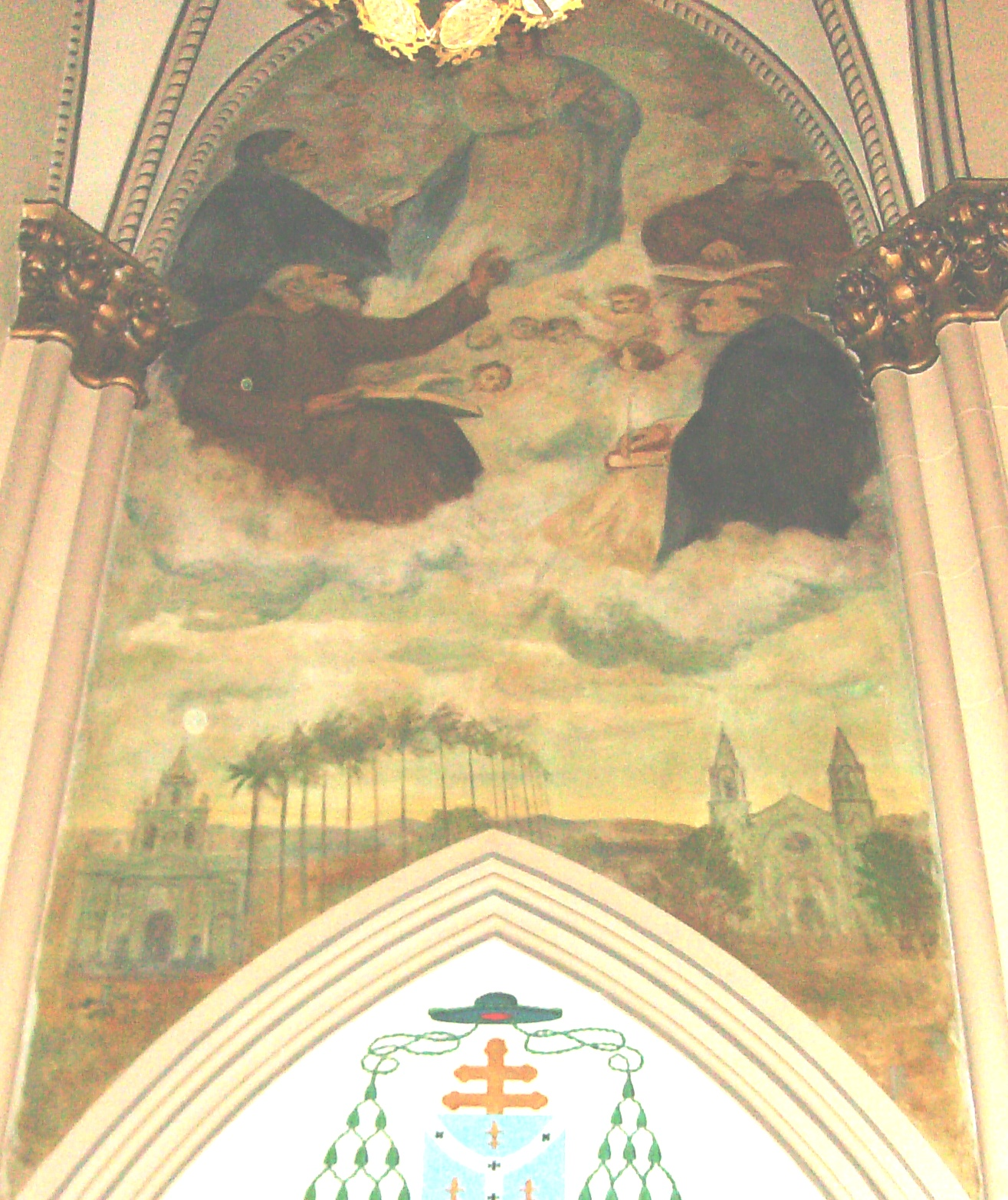
Pinturas de Gaetano Miani